# Franco Fumagalli
Franco Fumagalli, (anche: Gianfranco Fumagalli) (...), è uno scenografo italiano.

## Carriera
Durante la sua lunga carriera (1962-2010) Fumagalli ha lavorato in film di vari generi, soprattutto d'avventura e d'azione. Sin dall'inizio della sua carriera ha lavorato con registi statunitensi.
Ha fatto tutti i suoi progetti cinematografici con registi differenti. Nel corso della sua carriera ha lavorato assieme allo scenografo Aurelio Crugnola in numerosi film: L'avventura di un italiano in Cina (1962), Accadde in Atene (1962), Il magnifico avventuriero (1963), Disneyland (episodio, "The Ballad of Hector the Stowaway Dog: Who the Heck Is Hector?", 1964), L'ultimo avventuriero (1969), Storia di una donna (1970), Che? (1972), Laure (1976), Sahara Cross (1978), The Black Stallion Returns (1983), King David (1985), Poliziotto in affitto (1987), Vanille fraise (1989), L'anno del terrore (1991) e Il paziente inglese (1996).

## Filmografia

### Scenografo
- L'orribile segreto del dr. Hichcock (1962), regia di Riccardo Freda
- Storie di vita e malavita (Racket della prostituzione minorile) (1975), regia di Carlo Lizzani e Mino Giarda
- ...e tanta paura (1976), regia di Paolo Cavara
- Age of Treason (1993), (Tv), regia di Kevin Connor
- Fantaghirò 4 (1994), (miniserie televisiva), regia di Lamberto Bava
- Deserto di fuoco (1997), miniserie televisiva, regia di Enzo G. Castellari
- L'amore oltre la vita (1999), (Tv), regia di Mario Caiano
- Hotel (2001), regia di Mike Figgis

### Architetto-scenografo
- L'avventura di un italiano in Cina (1962), regia di Piero Pierotti e Hugo Fregonese
- Città violenta (1970), regia di Sergio Sollima
- Magic Carpet (1972), (Tv), regia di William A. Graham
- Che? (1972), regia di Roman Polański
- Contratto carnale,  regia di Giorgio Bontempi (1973)
- Storie di vita e malavita (Racket della prostituzione minorile) (1975), regia di Carlo Lizzani e Mino Giarda
- The Outsider (1980), regia di Tony Luraschi
- Sul filo dell'inganno, regia di Nicholas Meyer (1998)
- Fantaghirò (1991), miniserie televisiva, regia di Lamberto Bava
- The Legionary - Fuga all'inferno, regia di Peter MacDonald (1998)
- Sotto il sole della Toscana (Under the Tuscan Sun), regia di Audrey Wells (2003)

### Arredatore
- Il magnifico avventuriero (1963), regia di Riccardo Freda
- Il magnifico Bobo (1967), regia di Robert Parrish
- L'ultimo avventuriero (The Adventurers) (1969), regia di Lewis Gilbert
- Storia di una donna (1970), regia di Leonardo Bercovici
- La statua (1971), regia di Rod Amateau
- Laure (1976), regia di Louis-Jacques Rollet-Andriane e Roberto D'Ettorre Piazzoli
- Un taxi color malva (1977), regia di Yves Boisset
- Sahara Cross (1978), regia di Tonino Valerii
- The Black Stallion Returns (1983), regia di Robert Dalva
- L'ultimo sole d'estate (1984), regia di Jerry Schatzberg
- Ginger e Fred (1986), regia di Federico Fellini
- Poliziotto in affitto (1987), regia di Jerry London
- Venezia rosso sangue (1989), regia di Étienne Périer
- L'anno del terrore (1991), regia di John Frankenheimer
- Sette criminali e un bassotto (1992), regia di Eugene Levy
- Il principe di Homburg (1997), regia di Marco Bellocchio
- Una notte per decidere (2000), regia di Philip Haas
- La setta dei dannati (2003), regia di Brian Helgeland
- Secret Passage (2004), regia di Ademir Kenović
- La sacra famiglia (2006), miniserie televisiva, regia di Raffaele Mertes
- I Pilastri della terra, miniserie televisiva, 8 episodi, 2010, regia di Sergio Mimica-Gezzan :
  - "Master Builder"
  - "Anarchy"
  - "Redemption"
  - "Battlefield"
  - "Legacy"
  - "Witchcraft"
  - "New Beginnings"
  - "The Work of Angels"

### Dipartimento artistico
- Accadde in Atene (1962), regia di Andrew Marton (assistente decoratore)
- Disneyland, episodio, "The Ballad of Hector the Stowaway Dog: Who the Heck Is Hector?" (1964), regia di Vincent McEveety (assistente decoratore)
- Il magnifico Bobo (1967), regia di Robert Parrish (arredatore set)
- Gioco perverso (1968), regia di Guy Green (assistente direttore artistico)
- Solo per i tuoi occhi (1981), regia di John Glen (co-direttore artistico)
- King David (1985), regia di Bruce Beresford (decoratore set: Italia)
- Vanille fraise (1989), regia di Gérard Oury (arredatore set)
- Il padrino - Parte III (1990), regia di Francis Ford Coppola (decoratore set: Italia)
- Farinelli - Voce regina (1994), regia di Gérard Corbiau (trovarobe)
- Il paziente inglese (1996), regia di Anthony Minghella (assistente direttore artistico)